# Desa Pesanggrahan (administrativ by i Indonesien, Jawa Tengah, lat -7,59, long 109,12)
Desa Pesanggrahan är en administrativ by i Indonesien.   Den ligger i provinsen Jawa Tengah, i den västra delen av landet, 290 km sydost om huvudstaden Jakarta.